# جان لارسون
جان لارسون (بالسويدية: Jan Larsson)‏ هو لاعب هوكي الجليد سويدي، ولد في 4 سبتمبر 1965 في Långshyttan ‏ في السويد.

## وصلات خارجية
- جان لارسون على موقع EliteProspects.com (الإنجليزية)
- جان لارسون على موقع Eurohockey.com (الإنجليزية)
- جان لارسون على موقع HockeyDB.com (الإنجليزية)